# Luci Tapahonso
Luci Tapahonso (Shiprock, 8 novembre 1953) est une poétesse et professeur navajo.

## Biographie
Elle est née à une réserve de Shiprock, Nouveau-Mexique, États-Unis ; elle est la fille d'Eugene Tapahonso Sr. (Tódichʼíinii ou clan Eau Amère) et de Lucille Deschenne Tapahonso (Áshįįhí ou clan Eau Salée). Elle a été éduquée d'une manière traditionnelle avec ses 11 frères et sœurs dans une ferme familière où il ne parlaient pas l'anglais.
Elle étudie à l'école méthodiste navajo de Farmington et obtient son diplôme en 1971 à la Shiprock High School.
Elle débute comme journaliste avant de commencer ses études à l'université du Nouveau-Mexique en 1976, où elle fait la connaissance de la romancière et poétesse Leslie Marmon Silko, qui était membre du corps enseignant et qui a eu une influence importante sur ses premiers textes. Elle envisageait d'étudier le journalisme, mais elle a finalement obtenu un diplôme en écriture créative en 1980.
Elle a enseigné au Nouveau-Mexique, à l'université du Kansas et à l'université de l'Arizona.

## Œuvres
- The Snake Man, 1978.
- One More Shiprock Night, 1981
- Seasonal woman , 1982
- A breeze swept through, 1989
- Saánii Dahataal (the women are singing), 1993
- Navajo ABC: a Dine alphabet book, 1995
- Blue horses in rush, 1997
- A Radiant Curve, 2008